# Гиперцементоз
Гиперцементоз (Вторичный цемент) представляет собой неопухолевое состояние, характеризующееся чрезмерным накоплением цемента на корнях одного или нескольких зубов. Этот слой образуется в основном на верхушке зуба, придавая зубам объёмный вид.

## Причины
Гиперцементоз может быть вызван многими причинами и факторами:
Актуальные факторы:
- Окклюзионная травма;
- Выталкивании зуба;
- Периодонтальной инфекции;

Системные факторы:
- Болезнь Педжета
- Акромегалия
- Артрит.
- Кальцификации.
- Ревматизм.

## Симптомы
Чрезмерное наслоение вторичного цемента на поверхности корня. человек чувствует дискомфортное ощущение, затем следует постоянная слабая боль.

## Осложнения
Этот дополнительный слой, который образовался на корне, может мешать процессу удаления зуба. Также может привести к некрозу пульпы.